# Inmigración española en Francia
Los españoles en Francia son personas de España que residen en Francia y sus descendientes. Pueden ser ciudadanos franceses o inmigrantes no ciudadanos o expatriados.
La inmigración española a Francia comenzó desde la antigüedad hasta la actualidad y la República Francesa es la segunda comunidad española más grande fuera de España. Los españoles llegaron atraídos principalmente por conseguir mejores condiciones laborales y salarios, así como por los conflictos y movimientos armados en España que impulsaron a los españoles a emigrar a Francia (principalmente en la época del Franquismo). De ellos, según el censo de 2021 en España, 279 988 residen en la República Francesa.

## Demografía
| Año  | Población nacida en España | Otros datos     | Extranjeros | Migrantes | Flujo de entrada |
| ---- | -------------------------- | --------------- | ----------- | --------- | ---------------- |
| 1999 | 144,039                    | 160,000         |             |           |                  |
| 2005 | 307,012                    |                 |             |           |                  |
| 2006 | 300,019                    |                 |             |           |                  |
| 2007 | 295,860                    | 262,000 131,000 |             |           |                  |
| 2008 | 290,285                    | 257,000         |             |           |                  |
| 2009 |                            | 179.678         |             |           |                  |
| 2010 |                            | 183,277         |             |           |                  |
| 2011 |                            | 189,909         | 129,087     | 245,013   |                  |
| 2012 |                            | 198,182         |             |           | 5,687            |
| 2013 |                            | 206,589         |             |           |                  |
| 2014 |                            | 215,183         |             |           |                  |
| 2015 |                            | 223,636         |             |           |                  |
| 2016 |                            | 232,693         |             |           |                  |
| 2017 |                            | 243,582         |             |           |                  |
| 2018 |                            | 253,036         |             |           |                  |
| 2020 |                            | 273,290         |             |           |                  |
| 2021 |                            | 279,988         |             |           |                  |

## Personas notables
- Anne Hidalgo, política y alcaldesa de París
- Àstrid Bergès-Frisbey, actriz y modelo
- Daniel Bravo, exfutbolista
- Lucas Bravo, actor
- Mathieu Valbuena, futbolista
- Theo Hernández, futbolista
- Lucas Hernández, futbolista
- Éric Cantona, futbolista
- Olivia Ruiz, cantante
- Diego Buñuel, director de cine
- Jean Reno, actor